# Marilyn Mason
Marilyn Mason (* 29. Juni 1925 in Alva, Oklahoma; † 4. April 2019 in Fort Lauderdale, Florida) war eine US-amerikanische Organistin und Musikpädagogin.

## Leben und Wirken
Mason hatte den ersten Orgelunterricht bei ihrer Mutter, der Organistin Myrtle E. Mason. Ab 1944 studierte sie bei Palmer Christian an der University of Michigan in Ann Arbor. Nach dem Erwerb des Mastergrades studierte sie in Frankreich Musikanalyse bei Nadia Boulanger und Orgel bei Maurice Duruflé. Am Union Theological Seminary in the City of New York (UTS) erwarb sie den Doktortitel für Kirchenmusik.
Noch während ihres Studiums begann sie 1947 an der University of Michigan Orgel zu unterrichten. Ab 1962 leitete sie das Orgeldepartment, ab 1965 war sie Professorin für Orgel. Als sie 2014 in den Ruhestand ging, war sie die dienstälteste Professorin, die je an der Universität gelehrt hatte. Die 1985 eingeweihte Orgel von C. B. Fisk in der Blanche Anderson Moore Hall der Universität wurde ihr zu Ehren von der School of Music, Theatre & Dance als Marilyn Mason Organ benannt.
Mason trat weltweit als Konzertorganistin auf und wirkte an zahlreichen Orgelwettbewerben als Jurorin mit. Die American Guild of Organists ehrte sie 1989 als Organistin des Jahres. Außerdem war Mason Organistin an der First Congregational Church in Ann Arbor. Sie starb 2019 im Alter von 93 Jahren.